# Olivier Veigneau
Olivier Veigneau est un footballeur français né le 16 juillet 1985 à Suresnes et qui évoluait au poste d'arrière gauche. 
Bien qu'évoluant en arrière gauche, il peut tout aussi bien évoluer en milieu gauche que dans l'axe de la défense. Il est doté d'une bonne technique pour un joueur de ce poste.

## En club

### AS Monaco
En région parisienne, il joue à Fourqueux puis au PSG.
En 1997, il descend dans le sud de la France, passe quelque temps dans un petit club tropézien puis le centre de formation de Monaco le contacte et lui propose de commencer une carrière dans le football. Il évolue avec l'équipe réserve, puis en 2005, il signe un contrat professionnel avec l'ASM.
Il commence sa carrière face à Guingamp le 21 décembre 2004 pour un 1/8 de finale de la coupe de la ligue où Didier Deschamps décide de lui donner du temps de jeu. Il joue ensuite le 1/4 de finale à Montpellier et enverra les monégasques en 1/2 finale grâce à son premier but professionnel en fin de rencontre ! 
Il gagne au fur et à mesure du temps de jeu, surtout suite du départ de Patrice Évra au mercato d'hiver. Il est alors mis en concurrence avec Manuel Dos Santos. Il marquera son premier but en coupe d'Europe le 24 novembre au stade Louis II face à Hambourg grâce notamment à un très bon travail de Emmanuel Adebayor. Viendra ensuite son premier but en Ligue 1 lors de la victoire de Monaco à Rennes (3-1) le Samedi 4 février 2006 en fin de match d'une magnifique frappe en lucarne à la suite d'un décalage de Christian Vieri
. 
International espoir français (8 sélections), la saison suivante Olivier Veigneau veut être titulaire, c'est ce que lui garanti Frédéric Antonetti à Nice, il demande donc à Monaco de le prêter une saison. Malheureusement, il ne bénéficiera pas d'énormément de temps de jeu (21 matchs) et sera devancé au poste d’arrière gauche par le capitaine niçois, plus expérimenté, Cédric Varrault. De retour à Monaco, il ne jouera aucun match jusqu'au mercato d'hiver. Il prendra donc la décision de signer en Bundesliga, à Duisbourg.

### Duisbourg
Après trois années passées en Allemagne, Olivier Veigneau devient un cadre de son club et un des chouchous des supporters du MSV Duisbourg. Il est un des grands artisans de la participation en finale de son équipe puisqu'il aura sauvé en toute fin de match un but en faisant un retour exceptionnel dans sa cage pour sauver le ballon sur la ligne de but, il évite ainsi les prolongations et propulse le MSV Duisbourg en finale. Il participe à cette finale de la coupe d’Allemagne le 1er mars 2011, qu'il perdra face à Schalke 04.

### FC Nantes
Ne voulant pas renouveler son contrat en 2011 afin de vivre une nouvelle expérience (Hanovre 96 en Allemagne et le FC Lorient en France étaient intéressés), il tente finalement un essai au FC Nantes, alors en Ligue 2, le 18 juillet 2011. Le 27 juillet 2011, il y signe un contrat de deux ans. Il s'impose comme titulaire indiscutable devenant un des hommes fort de la remontée du club en Ligue 1. Il devient ensuite le capitaine du FC Nantes.

### Kasimpaşa
À un an du terme de son contrat, Olivier Veigneau s’apprête à signer dans un club espagnol, le Málaga Club de Fútbol, mais en raison du risque des non paiements de salaires en Espagne, il prend la décision de quitter le club nantais le 17 août 2015 pour rejoindre le Kasımpaşa SK, un club ambitieux en Turquie basé dans la capitale d'Istanbul.

## En équipe de France
En juin 2005, il n'est pas sélectionné pour l'Euro Espoirs au Portugal, et se contente du Tournoi de Toulon qu'il remporte. Cependant, à la suite d'une blessure au sein de l'équipe de France Espoirs, il rejoint finalement le Portugal, où son équipe est éliminée en demi-finale par les Pays-Bas.

## Buts
Olivier Veigneau a inscrit 6 buts en professionnel :
- Rennes (1-3) AS Monaco (en Ligue 1)
- Montpellier (1-2) AS Monaco (en Coupe de la Ligue)
- AS Monaco (2-0) HSV Hambourg (en Coupe UEFA)
- Bouscat (1-3) FC Nantes (en Coupe de France)
- FC Lorient (2-1) FC Nantes (en Ligue 1)
- FC Nantes (1-2) Paris Saint Germain (en Coupe de la Ligue)

## Statistiques détaillées
| Saison      | Club            | Pays          | Championnat       | Coupes nationales | Coupes d’Europe       | Sélection France       |
| ----------- | --------------- | ------------- | ----------------- | ----------------- | --------------------- | ---------------------- |
| 2020 - 2021 | Le Mans FC      | National      | 20 matchs         | -                 | -                     | -\|-                   |
| 2019 - 2020 | Kasımpaşa SK    | Süper Lig     | 5 matchs          | 3 matchs          | -                     | -                      |
| 2018 - 2019 | Kasımpaşa SK    | Süper Lig     | 27 matchs         | 3 matchs          | -                     | -                      |
| 2017 - 2018 | Kasımpaşa SK    | Süper Lig     | 29 matchs         | -                 | -                     | -                      |
| 2016 - 2017 | Kasımpaşa SK    | Süper Lig     | 31 matchs         | 5 matchs          | -                     | -                      |
| 2015 - 2016 | Kasımpaşa SK    | Süper Lig     | 30 matchs         | -                 | -                     | -                      |
| 2015 - 2016 | FC Nantes       | Ligue 1       | 2 matchs          | -                 | -                     | -                      |
| 2014 - 2015 | FC Nantes       | Ligue 1       | 22 matchs         | 4 matchs          | -                     | -                      |
| 2013 - 2014 | FC Nantes       | Ligue 1       | 26 matchs / 1 but | 3 matchs / 1 but  | -                     | -                      |
| 2012 - 2013 | FC Nantes       | Ligue 2       | 33 matchs         | 2 matchs          | -                     | -                      |
| 2011 - 2012 | FC Nantes       | Ligue 2       | 35 matchs         | 3 matchs / 1 but  | -                     | -                      |
| 2010 - 2011 | MSV Duisburg    | Bundesliga. 2 | 33 matchs         | 6 matchs          | -                     | -                      |
| 2009 - 2010 | MSV Duisburg    | Bundesliga. 2 | 32 matchs         | 3 matchs          | -                     | -                      |
| 2008 - 2009 | MSV Duisburg    | Bundesliga. 2 | 28 matchs         | 1 match           | -                     | -                      |
| 2007 - 2008 | MSV Duisburg    | Bundesliga. 1 | 6 matchs          | -                 | -                     | -                      |
| 2006 - 2007 | OGC Nice (prêt) | Ligue 1       | 19 matchs         | 2 matchs          | -                     | -                      |
| 2006 - 2007 | AS Monaco       | Ligue 1       | 1 match           | -                 | -                     | -                      |
| 2005 - 2006 | AS Monaco       | Ligue 1       | 20 matchs / 1 but | 7 matchs / 1 but  | C3 : 4 matchs / 1 but | 8 sélections (Espoirs) |

## Palmarès

### En club
- MSV Duisbourg
  - Finaliste de la Coupe d'Allemagne en 2011

### En sélection
- juin 2005 : Vainqueur du Tournoi de Toulon
- mai 2006 : Vainqueur du Tournoi de Toulon